# Honda CBR250R
Honda CBR250R är en encylindrig streetmotorcykel som introducerades 2011 och som tillverkas av Honda i Thailand och Indien, främst för den östasiatiska motorcykelmarknaden. Honda CBR250R marknadsförs och säljs dock i övriga världen. I utvecklingsländer där mindre motorcyklar på 125-150 cm³ är populära räknas Honda CBR250R till en av de tyngre motorcyklarna, medan en 250 cm³ motorcykel i exempelvis Norden och Nordamerika räknas som en lättare motorcykel. 